# بيتر جون
بيتر جون (بالهولندية: Pieter Joon)‏ هو مسؤول رياضي هولندي، ولد في 4 فبراير 1942.